# 田辺治
田辺 治（たなべ おさむ、1961年1月4日 - 2010年9月28日）は、日本の登山家。元日本ヒマラヤ協会理事。日本山岳会東海支部員。東海山岳会長。

## 概要
1961年1月4日、愛知県名古屋市に生まれる。刈谷市立富士松中学校、愛知県立刈谷高等学校を経て、1984年に信州大学農学部を卒業。大学時代は山岳部に所属し、1982年ガネッシュヒマールⅡ峰(7,111m/ネパール)登攀を始めとし、25回ヒマラヤ登攀隊に参加、8000メートル峰全14座のうち9座に登頂した。その多くを冬季や未踏の難ルートからの登攀で達成した。
2006年12月ローツェ南壁冬季初登攀に成功、その功績が認められ、2008年12月、日本山岳会東海支部冬季ローツェ南壁登山隊として秩父宮記念山岳賞を受賞した。
慎重な登山家として知られたが、ダウラギリ登攀中の2010年9月28日、雪崩により遭難。遺体は発見されていないが、一緒に雪崩に巻き込まれた他の登山家の一人が遺体で発見されていることなどから、雪崩により死亡したものと見られている。
スポニチ登山学校講師、日本ヒマラヤ協会理事、日本山岳会東海支部長等歴任。

## 略歴
- 1961年1月4日 - 愛知県名古屋市に生まれる。
- 1976年3月 - 刈谷市立富士松中学校卒業。
- 1979年3月 - 愛知県立刈谷高等学校卒業。
- 1984年3月 - 信州大学農学部卒業。
- 1984年4月 - 株式会社ミツカン入社。
- 1987年10月26日 - ラプチェカン（未踏峰/7,367m/チベット）初登頂。(日本ヒマラヤ協会日中友好合同登山隊1987隊:山森欣一,田辺治他)
- 1990年7月26日 - ガッシャーブルムII峰(8,035m/パキスタン)無酸素登頂。(イエティ同人ガッシャーブルムII峰登山隊:遠藤晴行,鈴木孝雄,田辺治,遠藤由加)[6]
- 1991年7月17日 - コルジェネフスカヤ(7,105m/旧ソ連)登頂。(東海山岳会パミール国際キャンプ登山隊1991:田辺治,江塚進介)[7]
- 1991年7月29日 - コミュニズム(7,495m/旧ソ連)登頂。(東海山岳会パミール国際キャンプ登山隊1991:田辺治,江塚進介,河西貴史,橋口徹)[7]
- 1991年8月5日 - レーニン峰(7,134m/旧ソ連)登頂。(東海山岳会パミール国際キャンプ登山隊1991:田辺治,江塚進介,河口攻,橋口徹,小川裕正)[7]
- 1993年8月24日 - ブロード・ピーク(8,047m/パキスタン)登頂。(東海山岳会ブロードピーク登山隊1993:田辺治,江塚進介,内田健一,中村貴士,三野和哉)[8]
- 1993年10月11日 - チョ・オユー(8,501m/チベット)登頂。(群馬県山岳連盟隊:八木原圀明,宮崎勉,名塚秀二,田辺治,江塚進介,佐藤光由,星野龍史,後藤文明,尾形好雄)[9]
- 1993年12月20日 - エベレスト[南西壁](8,848m/ネパール)登頂。冬季南西壁世界初(群馬県冬期サガルマータ南西壁登山隊1993-1994:田辺治,名塚秀二,江塚進介,星野龍史,後藤文明.尾形好雄)[10][1]
- 1994年10月10日 - ギャジカン（未踏峰/7,038m/ネパール）初登頂。(信州大学ネパール警察合同ヒマラヤ遠征隊:田辺治,藤松太一,三野和哉,中村貴士,中村幸典,小久保陽介,長谷川聡貞,橋口徹,伊藤勇太郎)[11]
- 1995年5月21日 - マカルー[東稜](未踏ルート/8,463m/チベット)初登頂。(日本山岳会マカルー登山隊1995:田辺治,山本篤,松原尚之,荒井俊彦,山本宗彦,小野岳,谷川太郎,竹内洋岳)[12]
- 1996年10月14日 - ラトナチュリ(未踏峰/7,035m/ネパール)初登頂。(信州大学ネパール警察合同隊:田辺治,花谷泰広,金子鉄男,澤田克彦,内田健一,小林茂幹)[11]
- 1997年7月19日 - K2[西稜から西壁](未踏ルート/8,611m/パキスタン)初登頂。(日本山岳会東海支部K2学術登山隊1997:田辺治,中川邦仁,鈴木幹夫,瀧根正幹,中島明,山田良二,小林正巳)[13]
- 1998年5月 カンチェンジュンガ(8,568m/ネパール)　一次隊の5人が登頂したものの、下山中に遭難事故が発生したため救出活動に回りアタックを中止。（日本山岳会青年部カンチェンジュンガ登山隊）
- 2001年10月9日 - チョ・オユー(8,201m/チベット)登頂。(日本山岳会東海支部冬季ローツェ南壁登山隊2001:田辺治,三好学,大谷久夫,花谷泰広,瀧根正幹,鈴木幹夫)
- 2002年8月5日 - ガッシャーブルムI峰(8,068m/パキスタン)登頂。(日本ヒマラヤ協会隊:田辺治,後藤文明,岩崎洋,野沢井歩)下山中、後藤文明と岩崎洋が事故により重傷を負うが救出された。
- 2003年10月14日 - シシャパンマ中央峰(8,008m/チベット)登頂。(日本山岳会東海支部隊:田辺治,鈴木正典,北村俊之,山本茂久,千田敦司)
- 2005年7月16日 - ナンガパルバット(8,126m/パキスタン)登頂
- 2006年10月9日 - シシャパンマ主峰(8,027m/チベット)登頂。(日本山岳会東海支部隊:田辺治,千田敦司,劔持典之,藤川勝人,山本季生,山口貴弘)
- 2006年12月27日 - ローツェ[南壁](8,516m/ネパール)冬季南壁初登攀に成功。(日本山岳会東海支部隊:田辺治,山口貴弘)。体力を消耗していたため登頂は断念[14]。
- 2009年10月30日 - ネムジュン[西壁](未踏ルート/7,137m/ネパール)初登頂。(信州大学山岳会隊:田辺治,角谷道弘,花谷泰広,大木信介)
- 2010年9月28日 - ダウラギリI峰のノーマルルートで日本プロガイド隊、山本季生、本田大輔とともに雪崩に巻き込まれ遭難。

## 関連書籍
- 山森欣一著「欣ちゃんの山一辺倒」(2005/7,アテネ書房) ISBN 978-4871522373
- 尾形好雄著「ヒマラヤ初登頂　未踏への挑戦」(2009/7,東京新聞出版局) ISBN 978-4808309213
- 信州大学学士山岳会編「山と共に人と共に 田辺治追悼集」(2013,信州大学学士山岳会)